# مشت ستاره شمالی (فیلم ۱۹۹۵)
مشت ستاره شمالی (به انگلیسی: Fist of the North Star) یک فیلم رزمی ویدیویی محصول سال ۱۹۹۵ آمریکا به کارگردانی تونی رندل است. این فیلم بر اساس مانگا ژاپنی به همین نام ساخته شده‌است. بازیگران این اثر گری دنیلز، کستاس مندیلر، کریس پن، ایساکو واشیو و مالکوم مک‌داول می‌باشند.